# Serie A2 (pallanuoto femminile)
La Serie A2 è il secondo livello del campionato italiano femminile di pallanuoto, organizzato dalla Federazione Italiana Nuoto (FIN). Il campionato è organizzato in due gironi da otto squadre ciascuno.

## Formula

### Regular season
La prima fase del torneo, la cosiddetta regular season, consta di due gironi composti da otto squadre ciascuno: girone Nord e girone Sud. Le partecipanti al campionato si affrontano a turno nel girone di andata e in quello di ritorno, per un totale di 18 partite per squadra. Per ogni partita vengono assegnati 3 punti alla squadra vincente e 0 a quella perdente. In caso di pareggio ciascuna delle due squadre somma un punto.

### Play-off
La prima classificata di ciascun girone si qualifica direttamente per la finale; in semifinale si sfidano le seconde e le terze classificate. Le vincitrici delle due finali conquistano la promozione in Serie A1.

Lo schema dei Play-off:
| Semifinale                     |   | Finale                       |
| Tabellone 1                    |   |                              |
| 2º Girone Sud - 3º Girone Nord | → | vincente sf - 1º Girone Nord |
| Tabellone 2                    |   |                              |
| 2º Girone Nord - 3º Girone Sud | → | vincente sf - 1º Girone Sud  |

La formula dei play off è variata più volte nel corso degli anni: in alcune stagioni hanno avuto accesso alla fase promozione quattro squadre, in altre solo due.

### Play-out e retrocessione
Le retrocessioni in Serie B sono in totale quattro. L'ultima classificata di ogni girone retrocede direttamente e i due posti vengono determinati con i play-out: la sesta classificata affronta al meglio di tre gare la settima classificata del girone opposto e le due squadre perdenti retrocedono.

## Organico 2024-2025

### Girone Nord
- AN Brescia
- Aquatica Torino
- Camogli
- Como
- Locatelli Genova
- Rari Nantes Orobica
- Metanopoli
- Sori

### Girone Sud
- Bologna
- Napoli Lions
- Nautilus Civitavecchia
- Roma Vis Nova
- Tolentino
- Sport Center Polisportiva
- Team Marche
- Volturno

## Albo d'oro recente
| Stagione  | Promosse in A1                                                                       | Finaliste Play-off                                                                   | Vincitrici gironi                                                                    | Squadre partecipanti |
| --------- | ------------------------------------------------------------------------------------ | ------------------------------------------------------------------------------------ | ------------------------------------------------------------------------------------ | --- |
| 2003-2004 | Firenze                                                                              | Sporting Bracciano                                                                   | Firenze (N) Sporting Bracciano (S)                                                   | Girone Nord: Bogliasco, Bologna, Canottieri Milano, Firenze, Leonessa, Osimo, Osio, Rapallo, Torino, Varese Olona. Girone Sud: Caserta, Castelli Romani, Messina, Nettuno, Poseidon, Ragusa, Rasula Alta, Roma Vis Nova, Serapo Gaeta, Sporting Bracciano.                                                          |
| 2004-2005 | Sporting Bracciano Athlon'90 Palermo                                                 | non disputati                                                                        | Sporting Bracciano (N) Athlon'90 Palermo (S)                                         | Girone Nord: Bogliasco, Bologna, Canottieri Milano, Fiorentina, Leonessa, Osimo, Rapallo, Sporting Bracciano, Torino, Varese Olona. Girone Sud: Athlon'90 Palermo, Canottieri Reggio Calabria, Caserta, Castelli Romani, Nettuno, Poseidon, Ragusa, Rasula Alta, Roma Vis Nova, Serapo Gaeta.                       |
| 2005-2006 | Rapallo Varese Olona                                                                 | Serapo Gaeta Roma Vis Nova                                                           | Rapallo (N) Roma Vis Nova (S)                                                        | Girone Nord: Bentegodi Verona, Bogliasco, Bologna, Canottieri Milano, Civitavecchia, Leonessa, Lerici Sport, Osimo, Rapallo, Varese Olona. Girone Sud: Augusta, Canottieri Reggio Calabria, Caserta, Castelli Romani, Poseidon, Ragusa, Rasula Alta, Roma Vis Nova, Salernitana, Serapo Gaeta.                      |
| 2006-2007 | Bologna Messina                                                                      | Poseidon Bogliasco                                                                   | Bologna (N) Messina (S)                                                              | Girone Nord: Bogliasco, Bologna, Castelli Romani, Civitavecchia, Imperia, Lerici Sport, Promogest, Roma Vis Nova, Serapo Gaeta, Tolentino. Girone Sud: Athlon'90 Palermo, Canottieri Reggio Calabria, Guinness Catania, Messina, Poseidon, Rasula Alta, Salernitana, Swimming Palermo, Velletri Barracuda, Messina. |
| 2007-2008 | Nervi Imperia                                                                        | Livorno Bogliasco                                                                    | Nervi (N) Athlon'90 Palermo (S)                                                      | Girone Nord: Bogliasco, Castelli Romani, Civitavecchia, Imperia, Livorno, Nervi, Promogest, Racing Roma, Tolentino, Velletri Barracuda. Girone Sud: Athlon'90 Palermo, Gifa Città di Palermo, Guinness Catania, Igea Palermo, Messina, Poseidon, Salernitana, Serapo Gaeta, Swimming Palermo, Vesuvio.              |
| 2008-2009 | Bogliasco Athlon'90 Palermo                                                          | Serapo Gaeta Tolentino                                                               | Bogliasco (N) Athlon'90 Palermo (S)                                                  | Girone Nord: Bogliasco, Cavalieri Prato, Firenze, Livorno, Locatelli Genova, Mestrina Nuoto, Osimo, Promogest, Tolentino, Trieste. Girone Sud: Athlon'90 Palermo, Castelli Romani, Civitavecchia, Gifa Città di Palermo, Guinness, Poseidon, Racing Roma, Serapo Gaeta, Vesuvio, Volturno.                          |
| 2009-2010 | Mestrina Nuoto Messina                                                               | Posillipo Firenze                                                                    | Mestrina Nuoto (N) Messina (S)                                                       | Girone Nord: Firenze, Livorno, Locatelli Genova, Mestrina Nuoto, Osimo, Osio, Promogest, Tolentino, Trieste, Vela Ancona. Girone Sud: Blu Team Catania, Castelli Romani, Civitavecchia, Gifa Città di Palermo, Guinness, Poseidon, Posillipo, Racing Roma, Serapo Gaeta, Messina.                                   |
| 2010-2011 | Firenze Volturno                                                                     | Tolentino Serapo Gaeta                                                               | Firenze (N) Volturno (S)                                                             | Girone Nord: Camogli, Cavalieri Prato, Firenze, Livorno, Locatelli Genova, NC Milano, Osio, Promogest, Tolentino, Trieste. Girone Sud: Acquachiara, Blu Team Catania, Castelli Romani, Civitavecchia, Gifa Città di Palermo, Posillipo, Racing Roma, Roma, Serapo Gaeta, Volturno.                                  |
| 2011-2012 | Bogliasco Roma                                                                       | SIS Roma Cavalieri Prato                                                             | Bogliasco (N) Roma Nuoto (S)                                                         | Girone Nord: Bogliasco, Cavalieri Prato, Florentia, Lerici Sport, Livorno, Mestrina Nuoto, Osio, Sori, Tolentino, Trieste. Girone Sud: Blu Team Catania, Castelli Romani, Civitavecchia, Gifa Città di Palermo, Posillipo, Promogest, Racing Roma, Roma, SIS Roma, Velletri Barracuda.                              |
| 2012-2013 | Cavalieri Prato Blu Team Catania                                                     | SIS Roma Florentia                                                                   | Cavalieri Prato (N) Blu Team Catania (S)                                             | Girone Nord: Cavalieri Prato, Como, Florentia, Lerici Sport, Locatelli Genova, NC Milano, Osio, Promogest, Sori. Girone Sud: Acquachiara, Blu Team Catania, Cosenza, Civitavecchia, Flegreo, Posillipo, Racing Roma, SIS Roma, Velletri Barracuda, Volturno.                                                        |
| 2013-2014 | SIS Roma Cosenza                                                                     | Florentia Como                                                                       | Como (N) SIS Roma (S)                                                                | Girone Nord: Como, Bentegodi Verona, G.N. Osio, NC Milano, Tolentino, Pescara, Florentia, Sori, Locatelli Genova, Vela Ancona. Girone Sud: Acquachiara, Antares Nuoto Latina, Ortigia, Cosenza, Promogest, Racing Roma, Flegreo, SIS Roma, Volturno.                                                                |
| 2014-2015 | Bologna Acquachiara                                                                  | Pescara NC Milano                                                                    | Bologna (N) Acquachiara (S)                                                          | Girone Nord: Canottieri Milano, Como, Bentegodi Verona, NC Milano, Promogest, Bologna, Florentia, Locatelli Genova, Vela Ancona, Nervi. Girone Sud: Acquachiara, Antares Nuoto Latina, Blu Team Catania, Castelli Romani, Civitavecchia, Pescara, Racing Roma, Flegreo, Volturno.                                   |
| 2015-2016 | Pescara SIS Roma NC Milano                                                           | Florentia NC Milano                                                                  | Florentia (N) SIS Roma (S)                                                           | Girone Nord: Albaro Nervi Canottieri Milano, Como, C.S.S. Verona, Florentia, NC Milano, Promogest, Locatelli Genova, Varese Olona, Vela Ancona. Girone Sud: 3T Sporting Club, Civitavecchia, F&D H20, Flegreo, Ortigia, Pescara, Racing Roma, Roma Waterpolo, SIS Roma, Volturno.                                   |
| 2016-2017 | Imperia Florentia                                                                    | F&D H2O Vela Ancona                                                                  | Florentia (N) F&D H2O (S)                                                            | Girone Nord: C.S. Marina Militare La Spezia, C.S.S. Verona, Como, Firenze, Trieste, Promogest, Florentia, Imperia, Locatelli Genova, Varese Olona. Girone Sud: 3T Sporting Club, Acquachiara, Ortigia, Coser Nuoto, F&D H2O, Roma Vis Nova, Flegreo, Vela Ancona, Volturno, Guinness Catania.                       |
| 2017-2018 | C.S.S. Verona F&D H2O Torre Del Grifo                                                | Vela Ancona Como                                                                     | Como (N) Vela Ancona (S)                                                             | Girone Nord: 2001 Padova, C.S.S. Verona, Como, Firenze, Trieste, Promogest, Bologna, Rapallo, Locatelli Genova, Varese Olona. Girone Sud: 3T Sporting Club, Acquachiara, Agepi Sport 97, F&D H2O, Pescara, Roma Vis Nova, Flegreo, Torre del Grifo Village, Vela Ancona, Volturno.                                  |
| 2018-2019 | Vela Ancona Trieste                                                                  | Bologna Acquachiara                                                                  | Trieste (N) Vela Ancona (S)                                                          | Girone Nord: 2001 Padova, AN Brescia, Como, Lerici Sport, Trieste, Promogest, Bologna, Sori Pool Beach, Luca Locatelli, Varese Olona. Girone Sud: Acquachiara, Brizz Acireale, Cosenza, Firenze, Tolentino, Roma Vis Nova, Flegreo, Vela Ancona, Volturno, Messina.                                                 |
| 2019-2020 | Nessuna promozione per sospensione del campionato a causa della pandemia di COVID-19 | Nessuna promozione per sospensione del campionato a causa della pandemia di COVID-19 | Nessuna promozione per sospensione del campionato a causa della pandemia di COVID-19 | Girone Nord: 2001 Padova, Aquatica Torino, Como, Florentia S. T., Imperia, Locatelli Genova, Promogest, Bologna, Sori Pool Beach, Varese Olona. Girone Sud: Acquachiara, Brizz Acireale, Castelli Romani, Cosenza, F&D H2O, Flegreo, Tolentino, Torre Del Grifo, Roma Vis Nova, Volturno.                           |
| 2020-2021 | NC Milano Como                                                                       | Brizz Acireale Acquachiara                                                           | Como (NO) NC Milano (NE) Roma Vis Nova (C) Acquachiara (S)                           | Girone Nord Ovest: Aquatica Torino, Como, Imperia, Locatelli Genova, Rapallo. Girone Nord Est: 2001 Padova, AN Brescia, Bologna, NC Milano, Promogest. Girone Centro: Castelli Romani, F&D H2O, Roma Vis Nova, Tolentino, Volturno. Girone Sud: Acquachiara, Brizz Acireale, Cosenza, Flegreo, Torre Del Grifo.     |
| 2021-2022 | Bologna Rapallo Brizz Acireale                                                       | Napoli Nuoto                                                                         | Bologna (N) Napoli Nuoto (S)                                                         | Girone Nord: 2001 Padova, Aquatica Torino, AN Brescia, Bologna, Firenze, Imperia, Locatelli Genova, Promogest, Rapallo, Pallanuoto Treviglio. Girone Sud: Brizz Acireale, Castelli Romani, Cosenza, F&D H2O, Lazio, Napoli Nuoto, Tolentino, Torre Del Grifo, Roma Vis Nova, Volturno.                              |
| 2022-2023 | Locatelli Genova Cosenza                                                             | Vela Ancona Napoli Lions                                                             | Locatelli Genova (N) Cosenza (S)                                                     | Girone Nord: 2001 Padova, Aquatica Torino, Busto Pallanuoto, AN Brescia, Imperia, Locatelli Genova, Pallanuoto Treviglio. Girone Sud: Castelli Romani, Cosenza, Lazio, Napoli Lions, Pretuziana Sport, Roma Vis Nova, Vela Ancona, Volturno.                                                                        |
| 2023-2024 | Lazio Vela Ancona                                                                    | Volturno Rari Nantes Orobica                                                         | Rari Nantes Orobica (N) Volturno (S)                                                 | Girone Nord: 2001 Padova, Aquatica Torino, AN Brescia, Bologna, Metanopoli, Rari Nantes Orobica, Sori, Sport Center Polisportiva. Girone Sud: Agepi Sport 97, Castelli Romani, Nautilus Civitavecchia, Florentia, Lazio, Napoli Lions, Vela Ancona, Volturno.                                                       |
| 2024-2025 | Locatelli Genova Nautilus Civitavecchia                                              | Aquatica Torino Sori                                                                 | Locatelli Genova (N) Nautilus Civitavecchia (S)                                      | Girone Nord: AN Brescia, Aquatica Torino, Camogli, Como, Locatelli Genova, Rari Nantes Orobica, Metanopoli, Sori Girone Sud: Bologna, Napoli Lions, Nautilus Civitavecchia, Roma Vis Nova, Tolentino, Sport Center Polisportiva, Team Marche, Volturno.                                                             |